# Andreï Krasko
Pour les articles homonymes, voir Krasko.
Andreï Ivanovitch Krasko (Андрей Иванович Краско), né à Leningrad (URSS) le 10 août 1957 et mort à Ovidiopol en Ukraine, le 4 juillet 2006, est un acteur de cinéma et animateur de télévision soviétique puis russe.

## Biographie
Andreï Krasko est le fils d'Ivan Krasko, acteur du Théâtre Komissarjevskaïa.
Ancien élève de l'Institut d'Art dramatique de Leningrad (classe d'Arkadi Katzman (ru)), Andreï Krasko travaille, après son service militaire, au Théâtre de la Jeunesse de Tomsk et très vite fit ses débuts au cinéma ; mais surtout devint dans les années 1990 un acteur de télévision dans des séries populaires russes, souvent à thème policier.
Il renoue avec le théâtre en 2001, en incarnant l'illustre alcoolique dans l'adaptation de Moscou-sur-Vodka de Venedikt Erofeïev au théâtre Bely de Saint-Pétersbourg (mise en scène de Gueorgui Vassiliev) et le rôle-titre dans La Mort de Tarelkine d'Alexandre Soukhovo-Kobyline au Théâtre Lensoviet (mise en scène de Iouri Boutoussov).
Il joue dans le rôle du juge d'instruction Ivan Chmakov, dans le film de Pavel Lounguine Un nouveau Russe (2002).
Le 4 juillet 2006 à Ovidiopol, ville côtière de l'oblast d'Odessa sur le tournage de la mini-série Liquidation de Sergueï Oursouliak, Andreï Krasko est victime de l'insuffisance cardiaque aiguë, il meurt dans l'ambulance sur le chemin de l'hôpital. Il est enterré au cimetière de Komarovo, près de Saint-Pétersbourg. Le nombre de séquences de La Liquidation réalisées avec Krasko ne permet pas son apparition dans le film, Sergueï Oursouliak sera donc contraint de choisir un autre artiste, Sergueï Makovetski, pour son personnage.

## Filmographie partielle
- 1985 : Confrontation (Противостояние) de Semion Aranovitch : acteur d'un spectacle amateur
- 1989 : Les Chiens (Псы) de Dmitri Svetozarov : un chasseur
- 1997 : Le Frère (Брат) de Aleksei Balabanov : propriétaire d'une planque
- 1998 : Le Poste (Блокпост, Blokpost) de Alexandre Rogojkine
- 2002 : Un nouveau Russe (Олигарх) de Pavel Lounguine : Chmakov
- 2004 : Déesse : Comment je suis tombée amoureuse (Богиня: как я полюбила) de Renata Litvinova : médecin
- 2005 : Le 9e escadron de Fiodor Bondartchouk : officier
- 2007 : L'Amour-carotte (Любовь-морковь) d'Alexandre Strijenov : Félix Korogodski, milliardaire